# Tennesseellum formica
Espèce
Synonymes
- Bathyphantes formica Emerton, 1882
- Prosopotheca transversa Crosby, 1905
- Tennesseellum  minutum Petrunkevitch, 1925

Tennesseellum formica est une espèce d'araignées aranéomorphes de la famille des Linyphiidae.

## Distribution
Cette espèce se rencontre aux États-Unis, au Canada et à Bonaire.
Elle a été introduite aux îles Marshall.

## Description
Le mâle holotype mesure 2 mm.
Le mâle décrit par Dupérré en 2013 mesure 1,53 mm et la femelle 2,34 mm.

## Systématique et taxinomie
Cette espèce a été décrite sous le protonyme Bathyphantes formica par Emerton en 1882. Elle est placée dans le genre Erigone par Keyserling en 1886, dans le genre Meioneta par Chamberlin et Ivie en 1944 puis dans le genre Tennesseellum par Kaston en 1945.
Prosopotheca transversa et Tennesseellum  minutum ont été placées en synonymie par Kaston en 1945.

## Publication originale
- Emerton, 1882 : « New England spiders of the family Theridiidae. » Transactions of the Connecticut Academy of Arts and Sciences, vol. 6, p. 1-86 (texte intégral).